# Schizofazja
Schizofazja (sałata słowna; łac. schizophasia) – objaw psychopatologiczny świadczący o znacznym rozkojarzeniu myślenia. W schizofazji słowa wypowiadane przez pacjenta nie układają się w logiczny ciąg i są chaotycznie przemieszane. Termin „schizofazja” wprowadził do medycyny Emil Kraepelin.